# Grey Eagle (Minnesota)
Pour les articles homonymes, voir Grey Eagle.
Grey Eagle est une ville américaine située dans le Comté de Todd, dans le Minnesota. Selon le recensement de 2010, sa population est de 348 habitants.